# Emily Maglio
Emily Susan Isobel Maglio (ur. 13 listopada 1996 w Cranbrook) – kanadyjska siatkarka, grająca na pozycji środkowej, reprezentantka kraju. 
W 2018 roku zadebiutowała w seniorskiej reprezentacji Kanady.
Studiowała w latach 2015-2019 na University of Hawai’i. W 2018 roku reprezentowała swój kraj na Mistrzostwach Świata w Japonii zajmując 18. miejsce.

## Sukcesy klubowe
Big West Conference:
- 2016, 2017
- 2018, 2019

Mistrzostwo Francji:
- 2024[7]

## Sukcesy reprezentacyjne
Puchar Panamerykański:
- 2018[8]

Mistrzostwa Ameryki Północnej, Środkowej i Karaibów:
- 2019, 2023[9]

## Nagrody indywidualne
- 2023: Najlepsza środkowa Mistrzostw Ameryki Północnej, Środkowej i Karaibów